# 한국프로농구 2008-09
2008-2009 동부프로미 프로 농구는 2008년 10월 31일 원주 동부 프로미와 안양 KT&G 카이츠의 개막전을 시작으로 2009년 5월 1일 전주 KCC 이지스와 서울 삼성 썬더스의 챔피언결정전 7차전을 끝으로 한 프로농구 13번째 시즌이다. 이 시즌은 다양한 기록이 나오기도 했다.

## 성적
| 성적 | 팀                       | 승 | 패 | 비고    |
| ---- | ------------------------ | -- | -- | ------- |
| 1    | 전주 KCC 이지스          | 31 | 23 | 우승    |
| 2    | 서울 삼성 썬더스         | 30 | 24 | 준우승  |
| 3    | 울산 모비스 피버스       | 35 | 19 | 4강진출 |
| 4    | 원주 동부 프로미         | 33 | 21 | 4강진출 |
| 5    | 창원 LG 세이커스         | 29 | 25 | 6강진출 |
| 6    | 인천 전자랜드 블랙슬래머 | 29 | 25 | 6강진출 |
| 7    | 안양 KT&G 카이츠         | 29 | 25 | [ 6 ]   |
| 8    | 서울 SK 나이츠           | 24 | 30 |         |
| 9    | 대구 오리온스            | 18 | 36 |         |
| 10   | 부산 KTF 매직윙스        | 12 | 42 |         |

## 플레이오프 결과
| 홈팀(정규시즌 순위)     | 원정팀(정규시즌 순위)         | 결과        | 비고           |
| ----------------------- | ----------------------------- | ----------- | -------------- |
| 서울 삼성 썬더스(4위)   | 창원 LG 세이커스(5위)         | 3:1 삼성 승 | 6강 플레이오프 |
| 전주 KCC 이지스(3위)    | 인천 전자랜드 블랙슬래머(6위) | 3:2 KCC 승  | 6강 플레이오프 |
| 울산 모비스 피버스(1위) | 서울 삼성 썬더스(4위)         | 1:3 삼성 승 | 4강 플레이오프 |
| 원주 동부 프로미(2위)   | 전주 KCC 이지스(3위)          | 2:3 KCC 승  | 4강 플레이오프 |
| 전주 KCC 이지스(3위)    | 서울 삼성 썬더스(4위)         | 4:3 KCC 승  | 챔피언결정전   |

## 기록
- 아래는 2008~2009 시즌에 나온 기록들이다. 모두 통산 1호이다.

### 득점
- 서장훈, 개인 통산 10000득점 기록 (11월 19일 LG전)
- 문경은, 개인 통산 1600개 3점슛 성공 (1월 23일 KT&G전)

### 어시스트
- 주희정, 최초 4000어시스트 달성(3월 4일 대구 오리온스전)

### 우승
- 정규리그 최다 우승(모비스, 4회)
- 플레이오프 최다 우승(KCC, 4회)
- 감독시절과 선수시절 우승(허재, KCC)

### 그 외
- 최초 5차연장까지 가는 승부가 일어남(1월 21일 동부 VS 삼성)
- 양 팀 합산 최다 점수 나옴(1월 21일 동부 VS 삼성, 135:132 총, 267점)
- 역대 최장 경기시간(1월 21일 동부 VS 삼성, 3시간 18분)
- 최초 4위팀이 챔피언결정전 진출(삼성)
- 최초 플레이오프 진출 실패팀이 MVP 수상(주희정, KT&G)
- 최다 연속 플레이오프 진출(삼성, 2002~2003 시즌부터)
- KBL 최장신 선수(하승진, 221cm, KCC[7])

## 사건
- 제 4,5대 김영수 총재가 퇴임하였고, 6대 총재로 전육이 취임되었다.
- LG 신선우 감독의 경질로 인해 LG는 강을준 감독이 취임되었다.
- 서장훈이 12월 19일 전자랜드로 트레이드되었다.
- 지난 시즌에 이어 또 다시 29승 25패를 기록하고도 7위로 떨어지는 사건이 일어났다.
- KTF가 창단 처음으로 꼴찌를 했다.
- 오리온스 김상식 감독대행이 정식 감독으로 취임하였으나 예상치 못한 부진으로 3월 3일 사퇴했다.
- KT&G 유도훈 감독이 시즌 전, 갑작스런 사퇴로 인해, 이상범 코치가 감독대행직을 맡았다.
- SK의 디엔젤로 콜린스와 태런스 섀넌, KT&G 캘빈 워너가 대마초 혐의로 영구제명이 되었다.
- SK 김진 감독은 감독 취임 후, 처음으로 플레이오프 탈락의 쓴 맛을 봤다.
- 플레이오프 진출 팀 유니폼에 KBL 마크 밑에 PLAYOFFS라고 새겨놨다.
- 챔피언결정전 진출 팀 유니폼에 KBL 마크 밑에 FINALS라고 새겨놨다.
- 서울 삼성과 창원 LG의 맞대결은 홈에서도 원정 유니폼을 입고 경기를 하였다. 이는 지금도 적용되고 있다.
- KTF의 홈 유니폼이 주황색, 원정 유니폼이 검은색으로 바뀌었다.
- 전자랜드가 2003~2004 시즌 이후 5시즌만에 플레이오프에 진출하였다.
- 이 시즌이 끝나고 현주엽과 양희승이 은퇴하였다.
- 지난 시즌을 끝으로 은퇴한 전희철이 SK 2군 감독으로 취임하였다. 그의 번호 13번은 SK에서 영구 결번되었다.
- 프로농구에 2군제도가 도입되었다.